# Gaediopsis organensis
Gaediopsis organensis är en tvåvingeart som först beskrevs av Townsend 1908.  Gaediopsis organensis ingår i släktet Gaediopsis och familjen parasitflugor.
Artens utbredningsområde är New Mexico. Inga underarter finns listade i Catalogue of Life.